# Ихтиозавр (альбом)
«ИхТИОЗАВР» — одиннадцатый студийный альбом советской и российской рок-группы «Телевизор», выпущенный в сентябре 2016 года на CD. Первый альбом группы, изданный с привлечением краудфандинга.

Есть такое устойчивое журналистское определение для пожилых рокеров — «динозавр рок-н-ролла». А мне всегда хотелось быть кем-то вроде ихтиозавра. С детства, после просмотра фильма «Человек-амфибия», я мечтал о свободном плавании под водой. На суше нас угнетает сила тяжести, а под водой можно быть легким и независимым, как учил Жванецкий.
— Михаил Борзыкин
В трек-лист альбома вошли песни, написанные Михаилом Борзыкиным с 2010 года, после издания предыдущей пластинки «Дежавю», всего 13 композиций. Среди них: «Красный снег», «Хороводоворот», «А по берегам», «Ихтиозавр», «Последний стакан воды» и другие. Большинство из них уже неоднократно исполнялись на концертах или даже были опубликованы в студийном звучании.
18 июня 2016 группа «Телевизор» завершила работу над новым альбомом. Мастеринг альбома проходил в Германии.
Альбом разбит на две половинки. Часть песен с этого альбома касается социальной реакции на происходящее, гражданской реакции Борзыкина, типа песни «Красный снег», а часть песен лирическая и даже тропическая. Путешествия в заморские страны навеяли на Борзыкина несколько песен с рыбной тематикой, в частности «Безумный тунец», «Две барракуды» и песня «Быть никем».
1 июля 2016 состоялась презентация песни «Просто быть никем» на сайте «Новой газеты».

Я работал над этой песней зимой, в Таиланде, на острове. Благодаря погодным контрастам («А в России зима»), она и родилась. Мне удалось посмотреть на себя и свою страну издалека, избавиться от ярлыков, которые я сам на себя навесил, и просто побыть никем. Это дает некоторую степень свободы.
— Михаил Борзыкин
Альбом издан на лейбле «Геометрия».
Цифровая версия альбома была разослана акционерам 1 августа 2016 года.
Презентации альбома состоялись 15 сентября в Yotaspace (Москва) и 20 октября в клубе «Космонавт» (Санкт-Петербург).

## Список композиций
| №  | Название              | Длительность |
| -- | --------------------- | ------------ |
| 1  | Просто быть никем     | 4:07         |
| 2  | А по берегам          | 4:15         |
| 3  | Красный снег          | 3:13         |
| 4  | Джунгли               | 2:44         |
| 5  | Хороводоворот         | 3:21         |
| 6  | Партия божьей росы    | 2:42         |
| 7  | Истерика свиноматок   | 3:03         |
| 8  | Последний стакан воды | 2:06         |
| 9  | Безумный тунец        | 3:45         |
| 10 | Ты прости нас         | 3:18         |
| 11 | Не считая попугаев    | 3:05         |
| 12 | Остров                | 3:25         |
| 13 | Ихтиозавр             | 4:13         |

## Участники записи
- Михаил Борзыкин — вокал, клавиши, аранжировки, тексты, музыка, звукорежиссёр, программирование
- Сергей Сивицкий — Гитара (кроме «Не считая попугаев» «Остров»)
- Kai Blankenberg — Мастеринг на студии Skyline Tonfabrik (Дюссельдорф)